# Richard McGuire (auteur)
Pour les articles homonymes, voir Richard McGuire.
Richard McGuire (né en 1957) est un illustrateur, graphiste, auteur de bande dessinée, animateur, auteur de livres jeunesse, musicien et concepteur de jouets américain.

## Biographie
Ses illustrations ont été publiées dans le New York Times, The New Yorker, Le Monde et d'autres publications.
Il est un des membres fondateurs et le bassiste du groupe Liquid Liquid.
Il remporte le 30 janvier 2016 le Fauve d'Or du meilleur album de l'année du Festival d'Angoulême 2016 pour son roman graphique Ici, paru chez Gallimard.

## Publications

### Bande dessinée

#### Histoires courtes
- (en) The Dot Man, 1 page dans Bad News #3 (Fantagraphics, 1988)
- (en) Here, 6 pages dans RAW vol. 2 #1 (1989)  (ISBN 9780140122657)
- (en) The Thinkers, RAW vol. 2 #2 (1990)  (ISBN 9780140122657)
- (en) Bon appétit, dans 2wBOX Set I (Suisse: Bülb Comix, 2002)
- (en) ctrl, 6 pages dans McSweeney's Quarterly Concern#13 (2003)  (ISBN 9781932416084)

#### Romans graphiques
- (en) Here (Pantheon: 2014)  (ISBN 9780375406508)
  - Ici, traduction d'Isabelle Troin, Gallimard, 2015 - Fauve d'Or du meilleur album de l'année du Festival d'Angoulême 2016

### Livres jeunesse
- (en) The Orange Book (New York: Children's Universe, 1992)  (ISBN 9780847814657)
- (en) Night Becomes Day (New York: Viking, 1994)  (ISBN 9780670855476)
- (en) What Goes Around Comes Around (New York: Viking, 1995)  (ISBN 9780670863969)
- (en) What's Wrong With This Book? (New York: Viking, 1997)  (ISBN 9780670868520)

### Livres adultes
- Popeye and Olive (Paris: Cornélius, 2001)  (ISBN 9782909990620)
- P+O (Paris: Cornélius, 2002)  (ISBN 2909990605)

## Filmographie
- Micro Loup (Loulou et autres loups, 2003)
- Peur(s) du noir, 2007

## Prix et distinctions
- 2015 :  Prix Peng ! de la meilleure bande dessinée nord-américaine pour Ici
- 2016 :
  - Fauve d'Or du meilleur album de l'année du Festival d'Angoulême 2016 pour Ici
  - Finaliste du Grand prix de la critique de l'ACBD pour Ici[3]